# ASTA Online
ASTA Online (кор. 아스타) — корейська багатокористувацька онлайнова рольова гра (MMORPG). Гра розроблена студією Polygon Games.
У грі з одного боку виступить фракція Світла, її захищатимуть дракони, тигри і люди. Темну ж сторону представлятимуть лисиці і зла версія людей.
Проект проіснував в Кореї до 2015, після чого був закритий. Але потім західне агентство Webzen взялося за гру і анонсувало її у Європі та Північній Америці